# Shōsaku Numa
Shōsaku Numa (jap. 沼 正作, Numa Shōsaku; * 7. Februar 1929 in der Präfektur Wakayama; † 15. Februar 1992) war ein japanischer Molekularbiologe und Biochemiker.
Numa studierte Medizin an der Universität Kyōto, wo er 1952 seinen Abschluss machte. Nach der Promotion ging er 1956 als Fulbright-Stipendiat an die Harvard University Medical School (Abteilung Biochemie). 1958 ging er ans Max-Planck-Institut in München zu Feodor Lynen, wo er sich mit Enzymforschung und der Regulation des Lipid-Stoffwechsels befasste. 1961 war er wieder an der Universität Kyōto (unterbrochen 1963 durch einen weiteren Aufenthalt bei Lynen in München), wo er 1968 Professor in der Abteilung Medizinische Chemie wurde.
Numa war ein Pionier in der Anwendung molekularbiologischer Techniken zur Klonierung und Untersuchung von Rezeptoren (wie dem muskarinischen Acetylcholin-Rezeptor) und Ionenkanälen (wie dem nikotinischen Acetylcholin-Rezeptor) in Nervenzellen.
Er war Mitglied der Bayerischen Akademie der Wissenschaften (1979), der American Academy of Arts and Sciences (1986), auswärtiges Mitglied der Royal Society (1986) und Mitglied der National Academy of Sciences (1991). 1987/88 war er Harvey Lecturer. Numa wurde 1985 mit dem  Japan Academy Prize geehrt. 1973 erhielt er den Heinrich-Wieland-Preis, 1987 die Otto-Warburg-Medaille. Im Jahr 1990 wurde er zum Mitglied der Leopoldina gewählt. Numa wurde 1991 als Person mit besonderen kulturellen Verdiensten geehrt.